# Миллер, Эллисон
Э́ллисон Ми́ллер (англ. Allison Miller; род. 2 сентября 1985) — американская актриса. Наиболее известная по роли Мишель Бенджамин в телесериале «Короли» и Скай Тейт в телесериале «Терра Нова».

## Биография
Эллисон Миллер родилась 2 сентября 1985 года в Риме, Италия. Она выросла в США. Её отец работал журналистом, и поэтому семья часто переезжала. Семья жила в Олимпии, в Лексингтоне, в Стейт Колледж (Пенсильвания). В конечном итоге семья обосновалась в Таллахасси, во Флориде. Она училась танцам, пению, актёрской игре, училась играть на фортепиано. Окончив среднюю школу Таллахасси, Эллисон учится в Флоридском университете. Проучившись несколько семестров, она уезжает в Лос-Анджелес, пытаясь начать свою актёрскую карьеру. Играет на пианино и гитаре. Свободно владеет испанским и французским языками.

## Карьера
Миллер была членом Театра юных актёров в Таллахасси. Она появилась в роли Норы в пьесе «Воспоминания о Брайтон-Бич» («Brighton Beach Memoirs»). Эллисон была одной из восьми актрис, которые были выбраны в качестве финалистов в реалити-шоу VH1 «В поисках новой семьи Партридж» в 2004 году.
Миллер появилась в короткометражном фильме «Фортепиано Люси» (2006). Затем она в качестве приглашённой звезды снялась в эпизодах телесериалов: «Главный госпиталь», «C.S.I.: Место преступления Нью-Йорк», «Отчаянные домохозяйки», «Юристы Бостона». Далее появилась в сериале NBC «Короли», который был основан на библейской истории Короля Давида. Она изображала принцессу Мишель Бенджамин, которая являлась первой женой Давида.
В 2009 году Элиссон появилась всего лишь в двух фильмах: «Последний вампир» и «Папе снова 17», где сыграла в паре с актёром Заком Эфроном. В 2011 году снялась в роли Скай в научно-фантастическом телесериале Стивена Спилберга «Терра Нова». В 2012 году снимается в телесериале «На старт!». Однако, сериал закрывают после первого сезона.
В 2014 году снялась в сверхъестественном триллере Мэтта Беттинелли и Тайлера Джиллетта «Пришествие Дьявола», сыграв там главную роль вместе с Заком Гилфордом. Фильм получил в основном негативные отзывы.

## Личная жизнь
14 апреля 2012 года вышла замуж за актёра и комедианта Адама Ни. В 2019 году пара объявила о своём разводе.

## Избранная фильмография
| Год       |     | Русское название                    | Оригинальное название    | Роль                            |
| --------- | --- | ----------------------------------- | ------------------------ | ------------------------------- |
| 2006      | кор | Фортепиано Люси                     | Lucy's Piano             | Люси                            |
| 2006      | с   | Главный госпиталь                   | General Hospital         | подросток Трейси                |
| 2006      | с   |                                     | Mind of Mencia           | девочка-панк                    |
| 2006      | с   | Детектив Раш                        | Cold Case                | Вайолет Полли                   |
| 2006      | с   | C.S.I.: Место преступления Нью-Йорк | CSI: NY                  | 'Omen'                          |
| 2006      | с   | Отчаянные домохозяйки               | Desperate Housewives     | Таня                            |
| 2007      | ф   | Заложники                           | Take                     | Shoe Sales Girl                 |
| 2007—2008 | с   | Юристы Бостона                      | Boston Legal             | Марлена Хоффман                 |
| 2009      | ф   | Папе снова 17                       | 17 Again                 | Скарлет в подростковом возрасте |
| 2009      | ф   | Последний вампир                    | Blood: The Last Vampire  | Элис МакКи                      |
| 2009      | с   | Короли                              | Kings                    | Мишель Бенджамин                |
| 2010      | тф  | Между                               | Betwixt                  | Селина Холстед                  |
| 2010      | кор |                                     | Some of the Parts        |                                 |
| 2011      | с   | Терра Нова                          | Terra Nova               | Скай Тейт                       |
| 2012      | с   | Частная практика                    | Private Practice         | Дениз                           |
| 2012—2013 | с   | На старт!                           | Go On                    | Кэрри                           |
| 2014      | ф   | Пришествие Дьявола                  | Devil’s Due              | Саманта МакКолл                 |
| 2014      | с   | Очень плохая училка                 | Bad Teacher              | Джанет                          |
| 2014      | с   | Селфи                               | Selfie                   | Джулия                          |
| 2014      | ф   |                                     | There's Always Woodstock | Кэтрин Браун                    |
| 2016—2017 | с   | Корпорация                          | Incorporated             | Лора Ларсон                     |
| 2018      | с   | Миллион мелочей                     | A Million Little Things  | Мэгги                           |